# Solastalgie
Solastalgie bezeichnet ein belastendes Gefühl des Verlustes, das entsteht, wenn jemand die Veränderung oder Zerstörung der eigenen Heimat bzw. des eigenen Lebensraums direkt miterlebt.
Geprägt wurde der Begriff 2005 durch den australischen Naturphilosophen Glenn Albrecht. Der Begriff Solastalgie ist ein Neologismus, eine Kombination aus dem lateinischen Begriff sōlācium (Trost) und der griechischen Wurzel -algia (Schmerz, Leiden, Krankheit). Im Kontrast zu räumlich und zeitlich entfernten Dimensionen der Nostalgie, definiert Albrecht Solastalgie als den Schmerz bei der Erkenntnis, dass der Ort, an dem man wohnt und den man liebt, hier und jetzt verletzt bzw. angegriffen wird. Damit verbunden ist das Gefühl der Zugehörigkeit zu einem bestimmten Ort, ein Gefühl des Leidens durch die Veränderung dieses Ortes, sowie ein intensiver Wunsch, dass dieser Ort, an dem man wohnt, als mögliche Quelle des Trostes erhalten bleibt.
Während Nostalgie auf die Vergangenheit gerichtet ist, bezieht sich Solastalgie auf die Gegenwart oder Zukunft. Solastalgie kann sowohl durch natürliche (Überflutung, Dürre, Feuer) als auch künstliche Faktoren (Krieg, Terrorismus, Landrodung, Bergbau, Gentrifizierung älterer Städte) ausgelöst werden. Albrecht geht dabei davon aus, dass heutzutage durch moderne Medien, Technik und Globalisierung die Begriffe direktes Erleben und Heimat verschwimmen. Solastalgie sei daher auch für Menschen möglich, die die gesamte Erde als ihr Zuhause betrachten und daher auch das Beobachten der Veränderung bzw. Zerstörung irgendeines Ortes auf diesem Planeten (etwa im Fernsehen) als belastend erleben.
Im Bericht der Lancet Commission on Health and Climate Change 2015 wird Solastalgie zu den Auswirkungen des Klimawandels für die psychische Gesundheit gezählt.

## Solastalgie in unterschiedlichen Kontexten
Beispielsweise beschreibt Glenn Albrecht Solastalgie im Kontext der Dürre-Erfahrungen im ländlichen New South Wales (NSW) und im Kontext der Auswirkungen eines großflächigen, offenen Tagebaus im Upper Hunter Valley in NSW. In beiden Fällen waren die Menschen einer Umweltveränderung ausgesetzt, die für sie mit negativen Erfahrungen, dem Gefühl der Machtlosigkeit gegenüber den sich entfaltenden Umweltveränderungen, einhergehen. Der Verlust der Sicherheit für eine Gemeinschaft in einer bisher vorhersagbaren Umwelt ist  ein häufig genannter Aspekt von Gruppen, die sich zu Solastalgie äußern.
Gesellschaften, deren Lebensgrundlage nicht eng mit der Umwelt verbunden ist, sind weniger anfällig für Solastalgie als Gesellschaften, die eng mit der Umwelt verbunden sind. Gemeinschaften, die stark von Agrarökosystemen abhängen, sind besonders anfällig. Es gibt zahlreiche Beispiele aus Afrika, in denen landwirtschaftlich geprägte Gemeinschaften lebensnotwendige Ressourcen durch Umweltveränderungen verloren haben.
Solastalgie betrifft reiche Bevölkerungsgruppen weniger als arme. Eine im Westen der USA durchgeführte Studie zeigte, dass von einem Waldbrand betroffene Familien, die über ein höheres Einkommen verfügen, signifikant weniger von Effekten der Solastalgie berichteten als ihre Nachbarn, die über ein geringeres Einkommen verfügen. Der Reichtum führt hier zu Unabhängigkeit von den natürlichen Lebensgrundlagen, und reiche Familien konnten entweder wegziehen oder ihr Haus neu aufbauen.
Weitere Studien von Gemeinden in den Appalachen, die vom Kohleabbau per Mountaintop Removal betroffen sind, stützen die Theorie der Solastalgie. Gemeinden, die sehr nah am Abbaugebiet liegen, haben eine signifikant höhere Depressionsrate als weiter entfernt gelegene.
Der Psychologe Matthew Adams stellt Solastalgie in einen Zusammenhang mit dem Bestreben, das symbolische Selbst zu erhalten, und sieht Parallelen zur Aufrechterhaltung ontologischer Sicherheit.
Die Anthropologin Hedda Haugen Askland betrachtet Solastalgie als eine auf den Lebensort bezogene Melancholie. Sie stellt anhand von Studien im Dorf Wollar in New South Wales fest, dass der Kohleabbau nicht nur den Blick der Betroffenen auf den Ort und auf die Vergangenheit verändert, sondern vor allem auch ihre Möglichkeit, sich eine Zukunft vorzustellen. Die auf Ort bzw. auf die Vergangenheit bezogene Konzepte Solastalgie und Nostalgie ergänzt sie um das Konzept der „Eritalgie“ (eritalgia), das sich auf Ort, Zeit und Macht bezieht. Die Verlusterfahrung der Menschen in Wollar vergleicht Askland mit derjenigen von Flüchtlingen und Migranten, auch wenn diese Menschen im selben Ort oder auch im selben Haus wohnen bleiben. Die Konzepte solastalgia und eritalgia fanden in New South Wales Anwendung, indem sie zur gerichtlichen Bewertung der Errichtung eines neuen Kohleabbauprojektes herangezogen wurden.